# Atossa sepium
Atossa sepium là một loài thực vật có hoa trong họ Đậu. Loài này được (L.) Alef. mô tả khoa học đầu tiên năm 1861.